# Melanophidium bilineatum
Melanophidium bilineatum is een slang uit de familie schildstaartslangen (Uropeltidae).

## Naam en indeling
De wetenschappelijke naam van de soort werd voor het eerst voorgesteld door Richard Henry Beddome in 1870.  Er is nog geen Nederlandse naam voor deze slang. Ondanks dat de soort niet recentelijk maar al in 1870 werd ontdekt, zijn er slechts drie exemplaren beschreven. 

## Uiterlijke kenmerken
Melanophidium bilineatum is te herkennen aan de zeer opvallende verschijning; de slang is geheel zwart van kleur, met een duidelijke, heldergele streep aan de flanken, die soms bestaat uit een serie vlekken. Het hele lichaam heeft een sterk iriserende (parelmoer-achtige) glans die blauw aandoet.

## Levenswijze
Net als andere schildstaartslangen, die de naam danken aan de verharde staartpunt, leeft de slang grotendeels ondergronds en heeft een gravende levenswijze. Over de biologie en levenswijze is nog niets bekend.

## Verspreiding en habitat

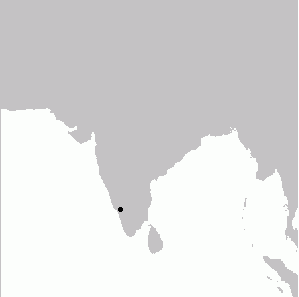
De locatie in India waar de soort is aangetroffen door wetenschappers; het eigenlijke verspreidingsgebied is nog niet bekend.

De soort is aangetroffen op ongeveer 1700 meter hoogte in het berggebied aan de westkust van India De slang is hier endemisch in de deelstaat Kerala. 